# Schefflera wrayi
Espèce
Synonymes
- Agalma wrayi (King) Hutch.[1]
- Heptapleurum wrayi King[1]

Statut de conservation UICN

 DD  : Données insuffisantes
Schefflera wrayi est une espèce de plantes à fleurs de la famille des Araliaceae.

## Publication originale
- Annales des Sciences Naturelles; Botanique, série 9 9: 333. 1909.